# Кадниковский
Кадниковский — посёлок в Вожегодском районе Вологодской области. Административный центр Кадниковского сельского поселения и Кадниковского сельсовета.

## География
Расстояние до районного центра Вожеги по автодороге — 18 км. Ближайший населённый пункт — Рубцово.

## Население
| 2010 |
| ---- |
| 2116 |

По переписи 2002 года население — 2250 человек (1050 мужчин, 1200 женщин). Преобладающая национальность — русские (96 %).

## Транспорт
Железнодорожная станция Северной железной дороги на линии Вологда — Архангельск. Станция относится к Вологодскому региону СЖД. Расстояние от Москвы: 625 км. Появление станции Кадниковский стоит относить к 1898 году, когда была проложена железная дорога Вологда — Архангельск.